# Requiem Canticles
Requiem Canticles - 'To the memory of Helen Buchanan Seeger' - (W108) is een seriële compositie van Igor Stravinsky voor contra-alt en bas, koor en orkest, gecomponeerd in 1965 en 1966 en voltooid op 13 augustus 1966 in Hollywood. Het werk, met een duur van ongeveer 15 minuten, werd o.l.v. Robert Craft voor het eerst uitgevoerd op 8 oktober 1966 op Princeton University

## Ontstaansgeschiedenis
De Requiem Canticles waren in 1965 besteld door Stanley Seeger, ter nagedachtenis aan zijn moeder. Helen Buchanan Steeger had een groot legaat nagelaten aan de Universiteit van Princeton, met de voorwaarde dat haar zoon een stem zou hebben in de bestemming ervan. De muziekafdeling van de universiteit werd een van de belangrijkste begunstigden en Stanley Seeger wilde dat een deel van het geld gebruikt zou worden voor een muzikaal monument voor zijn moeder.
"Iedereen die van mijn Agon, Variations en Requiem Canticles houdt is enige dankbaarheid verschuldigd aan de man die mijn creatieve leven de laatste jaren heeft ondersteund. De invloed die Robert Craft heeft gehad op composities van Stravinsky, waaronder de Requiem Canticles, heeft hij zelf o.a. in Glimpes of a Life beschreven

## Tekst
De tekst voor de Requiem Canticles bestaat uit korte stukken uit delen van de Missa pro Defunctis, met name de Sequentia. De keus voor de teksten – een keuze voor meer de dreigende dan de troostrijke delen, zoals na de première werd gezegd – werd door Robert Craft gemaakt
- Prelude
- Exaudi (uit het Introïtus)

Exaudi orationem meam,
ad te omnis caro veniet.
- Dies Irae (uit de Sequentia)

Dies irae, dies illa,
Solvet saeclum in favilla,
Teste David cum Sibylla.
Quantus tremor est futurus,
Quando Judex est venturus,
Cuncta stricte discussurus!
- Tuba Mirum (uit de Sequentia)

Tuba mirum spargens sonum
Per sepulchra regionum
Coget omnes ante thronum
- Interlude
- Rex Tremendae (uit de Sequentia)

Rex tremendae majestatis,
Qui salvandos salvas gratis,
Salva me, fons pietatis.
- Lacrimosa (uit de Sequentia)

Lacrimosa dies illa,
Qua resurget ex favilla,
Judicandus homo reus,
Huic ergo parce Deus:
Pie Jesu Domine,
Dona eis requiem. Amen.
- Libera Me (uit de liturgie gezongen tijdens de absoute na de mis)

Libera me Domine, de morte aeterna, in die illa tremenda:
Quando coeli movendi sunt et terra:
Dum veneris judicare saeculum per ignem.
Tremens factus sum ego, et timeo, dum discussio venerit, atque ventura ira.
Quando coeli movendi sunt et terra.
Dies illa, dies irae, calamitatis et miseriae, dies magna et amara valde.
Libera me.
- Postlude

## Compositie
De opbouw van de Requiem Canticles is symmetrisch. Het werk bestaat uit tweemaal drie vocale delen, die worden ingebed door een prelude, een interlude en een postlude.
De Requiem Canticles is een seriële compositie, met andere woorden gebaseerd op een twaalftoonreeks. Een serie of reeks bestaat uit alle twaalf tonen uit de chromatische toonladder die in principe gelijkwaardig zijn en die door de componist in een bepaalde vologorde zijn gerangschikt. De intervalrelatie tussen de tonen – dat wil zeggen de afstand tussen de individuele tonen - bepaalt de aard van de reeks. De reeks is een voorbereiding van het muzikale materiaal en staat los van gebruikte thema's en melodieën; het gaat hier om de allereerste materiaalstructuur die de componist gaat inzetten. De twaalf tonen zijn even belangrijk en de muziek heeft daarom geen toonaard.
Naast de reeks heeft de componist een viertal vormen tot zijn beschikking die het verloop van de reeks bepalen:
- de grondvorm met daarin de twaalf tonen in de oorspronkelijke vorm. Die reeks wordt met P (of P-0) aangeduid; voor de Requiem Canticles is dat f-g-dis-e-fis-cis-b-c-d-a-gis-ais.
- de kreeftengang of retrograad, waarin de richting van de tonen is omgedraaid. De oorspronkelijke reeks van achter naar voren: in dit geval ais-gis-a-d-c-b-cis-fis-e-dis-g-f
- de omkering van de kreeftengang
- de omkering, waarin de richting van de tonen, van de intervallen, wordt omgedraaid: wat in bovenwaartse richting gaat nu in gelijke mate benedenwaarts.

De reeksen kunnen worden getransponeerd en de omkeringen tasten de structuur niet aan van het oorspronkelijke materiaal.
In deze betrekkelijk korte compositie maakte Stravinsky gebruik van twee series. Stravinsky heeft de gebruikelijke vierde vorm vervangen door een reeks die begint met de eerste noot van de kreeftengang (ais dus) en volgt dan de kreeftengang in omkering.
Stravinsky veranderde tijdens de repetities de instrumentatie: twee delen voor trompetten werden omgezet voor trombones, aanpassing van slagwerkpartijen, afzien van een harmonium en de partijen toedelen aan hoorns, contrabas en fagotten.
Stravinsky merkte op dat mensen in de Requiem Canticles, tot zijn verrassing, andere composities terughoorden, zoals Oedipus Rex in het Tuba Mirum en Les Noces in het Postlude.
De Requiem Canticles werden uitgevoerd tijdens de uitvaartmis voor Stravinsky op 15 april 1971 in de Santi Giovanni e Paolo in Venetië. Het werk is in wezen ongeschikt voor een kerk, omdat het een korte nagalm nodig heeft. De Requiem Canticles is 'kamermuziek, dun, puntig gearticuleerd, en klink beter in een klein Italiaans operatheater dan in een kathedraal'

## Oeuvre
Zie het Oeuvre van Igor Stravinsky voor een volledig overzicht van het werk van Stravinsky.

## Geselecteerde discografie
- Elaine Bonazzi (alt), Donald Grimm (bas), The Ithaca College Concert Choir en het Columbia Symphony Orchestra o.l.v. Robert Craft, in de 'Igor Stravinsky Edition op het deel 'Robert Craft conducts under the Supervision of Igor Stravinsky' (met Chant du Rossignol, Danses concertantes, Epitaphium, Double Canon, Abraham and Isaac en Variations)(Sony Classical, SMK 46 302)[5].
- Sophie van Sante (mezzosopraan), Günther Reich (bas), Nederlands Kamerkoor en het Concertgebouworkest o.l.v. Bernard Haitink (met Orpheus, Movements en Threni)(Q Disc 97014)
- Susan Bickley (alt) en David Wilson-Johnson (bariton), New London Chamber Choir en London Sinfonietta o.l.v. Oliver Knusen (met The Flood, Abraham and Isaac en Variations)(DGG 447 068-2)
- Irène Friedl (alt), Michel Brodard (bas), Choeur Pro Arte de Lausanne, Choeur de Chambre Romande en het Orchestre de la Suisse Romande o.l.v. Neemi Järvi (met Sacre du Printemps, Canticum Sacrum en Von Himmel hoch da komm ich her)(Chandos CHAN 9408)
- Stella Doufexis (alt), Rudolf Rosen (bas), SWR Vokalensemble Stuttgart en het SWR Sinfonieorchester Baden-Baden und Freiburg o.l.v. Michael Gielen (met Canticum Sacrum en Agon)(Hänssler 93.226)